# Sluiertangare
De sluiertangare (Schistochlamys melanopis) is een zangvogel uit de familie Thraupidae (tangaren).

## Verspreiding en leefgebied
Deze soort telt 5 ondersoorten:
- S. m. aterrima: centraal Colombia, Venezuela, westelijk Guyana en noordelijk Brazilië.
- S. m. melanopis: oostelijk Guyana, Suriname, Frans-Guyana en noordoostelijk Brazilië.
- S. m. grisea: zuidelijk Ecuador en oostelijk Peru.
- S. m. olivina: van zuidoostelijk Peru en noordelijk Bolivia tot het zuidelijke deel van Centraal-Brazilië.
- S. m. amazonica: oostelijk en zuidoostelijk Brazilië.